# اژدهاماهی‌سانان
اژدهاماهی‌سانان (نام علمی: Stomiiformes) نام یک راسته از ماهیان پرتوباله است.